# Heinrich Heekeren
Heinrich Heekeren (* 16. Februar 1931 in Sonsbeck; † 14. Dezember 2004 in Steyl, Niederlande) war ein deutscher Ordensgeistlicher. Von 1977 bis 1988 war er Generalsuperior der Steyler Missionare.

## Leben
Heinrich Heekeren wurde 1931 in Sonsbeck am Niederrhein geboren, unweit von Goch, dem Herkunftsort des Ordensgründers Arnold Janssen. Mit 21 Jahren trat er in die Gesellschaft des Göttlichen Wortes ein. 1958 erhielt er die Priesterweihe in Sankt Augustin. Nach einem Theologiestudium in Rom versah er eine Stelle als Lehrer am Priesterseminar La Ceja bei Medellín in Kolumbien und amtierte als Sozius der Novizenmeister im Missionshaus St. Gabriel und an der Philosophisch-Theologischen Hochschule St. Augustin. Nach einer Fortsetzung seiner Studien in Freiburg in der Schweiz leitete er Tertiatskurse in Nemi bei Rom. Am Seminar Ledalero auf der Insel Flores in Indonesien unterrichtete er Exegese des Neuen Testaments. Von der dortigen Provinz Ende wurde er 1977 als Delegierter zum Generalkapitel entsandt und dort im ersten Wahlgang zum Generalsuperior gewählt. Dieses Amt übte er bis zum 27. Juni 1988 aus, als er von Heinrich Barlage abgelöst wurde. 1990 gründete er in Steyl das Arnold-Janssen-Spiritualitäts-Zentrum (AJSC) und leitete dort ein sechsköpfiges Team. 1985 wurde er mit dem Verdienstkreuz 1. Klasse ausgezeichnet.
Er starb am 14. Dezember 2004 im Mutterhaus der Steyler Missionare im niederländischen Steyl und wurde auf dem dortigen Klosterfriedhof beigesetzt. Die Abschiedsworte wurden vom 10. Generalsuperior der Steyler Missionare Antonio M. Pernia gehalten.

## Publikationen
- Heiliger Arnold Janssen: Anregungen für Liturgie und Predigt zur Heiligsprechung am 5. Oktober 2003 oder zum Gedenktag 15. Januar.[3][4]